# Mira (chanteuse)
Pour les articles homonymes, voir Mira.
Maria Mirabela Cismaru (née le 12 mars 1995 à Rovinari), connue sous le nom de scène Mira (stylisé MIRA), est une chanteuse roumaine. Mira se fait connaître en apparaissant dans la deuxième saison de l'émission de talents Vocea României, où elle a le chanteur et compositeur Marius Moga comme mentor.

## Biographie
À l'âge de 13 ans, elle s'inscrit au Palais des enfants de Târgu Jiu, où elle étudie la musique légère pendant trois ans. Mira rejoint ensuite le Anonim Band, au cours duquel elle découvre sa passion pour la guitare. En décembre 2011, elle remporte le concours Miss Crăciunita de Rovinari, réussissant à surclasser les autres concurrentes. La même année, elle remporte également le premier prix au Festival national de musique légère Iulian-Andreescu.
Mira fait ses débuts musicaux en 2012 avec DJ Marc Ryan, sous le nom Aria, avec la chanson So (la la). Toujours la même année, elle participe à l'émission Vocea României, dans l'équipe de Marius Moga. Les premiers morceaux sous le nom de Mirabela ou Mira sont des collaborations avec Allexinno sur Loving You et In Love en 2013 et Zhao sur Zi-mi ceva en 2014. À partir de 2014, elle devient une artiste chez Global Records. Son premier single Like, une chanson composée par Theea Miculescu sort la même année.
En 2015, Mira sort la chanson Balada de iubire, ainsi que deux collaborations avec Piticu' sur Petrecere de adio et Corina et Skizzo Skillz sur Fete din Balcani, ce dernier étant un super hit avec des dizaines de millions de vues sur YouTube. En mars 2017, elle sort la chanson Anii mei et en septembre Uit de tine. La même année, Mira devient la nouvelle soliste du groupe DJ Project.
Après des succès tels que Dragostea nu se stinge, Bella, Anii mei, Uit de tine, Mira remporte la catégorie Star Debut aux Antena Stars Awards. En mai, elle est également sélectionnée pour chanter au FORZA ZU, l'un des plus grands concerts organisés dans le pays où participent les chanteurs les plus populaires, un concert à entrée libre, organisé par Radio ZU. En décembre, elle a également chanté dans l'émission spéciale Orașul Faptelor Bune également organisée par Radio ZU, un concert caritatif destiné à aider à récolter des fonds pour les cas présentés tout au long de la journée.
Son premier album, intitulé MiraDivina, est sorti en janvier 2021. Début avril, Mira sort le premier morceau de 2022 intitulé Tu cu ea. La chanson est une nouvelle collaboration, cette fois avec Lora.
Début 2023, Mira a officiellement annoncé les changements opérés dans son équipe au cours de l'année écoulée, ainsi, le nouveau manager est actuellement Monica Munteanu, l'agence Forward s'occupe des concerts et collabore avec la maison de production HaHaHa Production.

## Discographie

### Albums studio
- 2021 : MiraDivina

### EP
| Titre                                           | Année | Meilleure position[réf. nécessaire] |
| Titre                                           | Année | Roumanie                            |
| ----------------------------------------------- | ----- | ----------------------------------- |
| So (la la) (feat. DJ Marc Ryan)                 | 2012  |                                     |
| Loving You (feat. Allexinno)                    | 2013  |                                     |
| In Love (feat. Allexinno)                       | 2013  |                                     |
| Zi-mi ceva (feat. Zhao)                         | 2014  |                                     |
| Like                                            | 2014  |                                     |
| Masca lui Zorro                                 | 2014  |                                     |
| Dragostea nu se stinge (feat. Kio & What's UP)  | 2014  |                                     |
| Balade de iubire                                | 2015  |                                     |
| Fete din Balcani (feat. Corina & Skizzo Skillz) | 2015  |                                     |
| Petrecere de adio (feat. Piticu)                | 2015  |                                     |
| Bella                                           | 2016  |                                     |
| Anii mei                                        | 2017  |                                     |
| Uit de tine                                     | 2017  |                                     |
| Omnia (feat. DJ Project)                        | 2017  |                                     |
| Drăguț de sărbători                             | 2017  |                                     |
| Vina                                            | 2018  |                                     |
| Inimă nebună (feat. DJ Project)                 | 2018  |                                     |
| Ce-o fi, o fi (feat. Vescan)                    | 2018  |                                     |
| Tu mă faci                                      | 2018  |                                     |
| Cum De Te Lasă                                  | 2019  |                                     |
| Străzile din București (feat. Florian Rus)      | 2019  | 1                                   |
| Maldita Noche                                   | 2019  |                                     |
| Cădere în Gol (feat. Alex Velea)                | 2019  |                                     |
| De ce?                                          | 2020  |                                     |
| Plus și minus                                   | 2020  |                                     |
| O privire                                       | 2020  |                                     |
| Învață-mă                                       | 2020  |                                     |
| Maracas (feat. Lino Golden)                     | 2020  |                                     |
| Dragostea din Tei (cover O-ZONE)                | 2020  |                                     |
| Zero Absolut                                    | 2020  |                                     |
| Cineva                                          | 2020  |                                     |
| Nave spațiale                                   | 2021  |                                     |
| Arctic                                          | 2021  |                                     |
| Zi merci                                        | 2021  |                                     |
| Cheia inimii mele (feat. DJ Project)            | 2021  |                                     |
| Dragă Moșule (feat. Aurelia Cimpoieru)          | 2021  |                                     |
| Deziubește-mă (feat. Mario Fresh)               | 2021  |                                     |
| Tu cu ea (feat. Lora)                           | 2022  |                                     |
| Toată noaptea (feat. Juno)                      | 2022  |                                     |
| 16 ani (feat. Uzzi)                             | 2022  |                                     |
| Strawberry Heart                                | 2023  |                                     |
| N-am să te las                                  | 2023  |                                     |
| Bye, Bye (feat. Bvcovia)                        | 2023  |                                     |
| Come with me                                    | 2023  |                                     |
| Alo, alo (feat. Vescan)                         | 2023  |                                     |
| Ca-n România (feat. Theo Rose)                  | 2023  |                                     |
| Dor de tine                                     | 2024  |                                     |
| Bad booty                                       | 2024  |                                     |
| Ce ai tu                                        | 2024  |                                     |
| Ring, ring                                      | 2024  |                                     |
| Duro                                            | 2024  |                                     |
| Ladida                                          | 2024  |                                     |
| Să fii tu (feat. Rareș)                         | 2024  |                                     |
| Love again                                      | 2024  |                                     |
| „E româncă” (feat. Juno)                        | 2024  |                                     |
| „Încă ne iubim” (feat. Florian Rus)             | 2024  |                                     |
| Bota                                            | 2024  |                                     |
| „Toată Lumea Dansează”                          | 2025  |                                     |
| Nu mă ia                                        | 2025  |                                     |
| „Bună dimineața” (feat. Liviu Teodorescu)       | 2025  |                                     |